# Zōsui
Zōsui (雑炊 (Tạp xúy)) hay còn gọi là Ojiya (おじや) là một loại súp gạo loãng và ấm của Nhật Bản tương tự như món súp rau. Món ăn này được chế biến từ gạo, dashi, nước sốt dùng theo mùa, súp miso và được nấu cùng các nguyên liệu khác như thịt, hải sản, các loại nấm và rau.Món ăn này được phục vụ cho người bệnh và thường được dùng vào mùa đông.
Phần súp còn lại từ món nabe thường được sử dụng làm nguyên liệu cho zosui. Ngoài ra cơm, mì udon và mì ramen cũng được dùng để thay thế.

## Lịch sử
Vào thời điểm mà cơm rất khó để giữ cho nóng, cách duy nhất để tái sử dụng cơm nguội là chế biến kết hợp với súp miso, và điều này đã được thực hiện rộng rãi trong các hộ gia đình trên khắp Nhật Bản. Ngày nay, nó thường được sử dụng để làm thức ăn cho người ốm, những người cảm thấy không khỏe hơn là trong các bữa ăn hàng ngày. 

## Phân loại
Có một số loại zōsui, bao gồm maru zōsui (まる雑炊)  (được làm từ ba ba trơn ), fugu zōsui (ふぐ雑炊)  , tori zōsui (とり雑炊)  (làm từ thịt gà ), kani zōsui (かに雑炊)  (làm từ cua ), sukiyaki zōsui (すきやき雑炊)   và shabu-shabu zōsui (しゃぶしゃぶ雑炊)   . Đối với món ăn được nấu tại nhà, nước dùng còn lại và gạo được kết hợp với bất kỳ nguyên liệu nào có sẵn.

### Ojiya
Thuật ngữ ojiya thường có cùng nghĩa với zōsui, nhưng nó lại được tạo ra từ nyōbō kotoba, có nghĩa là "lời nói của phụ nữ cung đình". Nguồn gốc của nó không rõ ràng, mặc dù có người cho rằng nó đến từ âm thanh do nấu cơm, hoặc có thể có nguồn gốc từ tiếng Tây Ban Nha olla, chỉ dụng cụ nấu nướng bằng gốm (phát âm là oja (オジャ)  trong tiếng Nhật).
Nhiều người cho rằng các từ ojiya và zosui có thể thay thế cho nhau, và cách sử dụng của chúng khác nhau tùy theo khu vực và hộ gia đình. Tuy nhiên, đây là một số điểm khác biệt giữa chúng:
- Zōsui được chế biến bằng cách vo gạo trước để tăng độ dính. Đây không phải là cách chế biến của ojiya.
- Trong zōsui, nước dùng và gạo được đun sôi cùng nhau, giữ nguyên hình dạng của gạo. Với ojiya, hình dạng của gạo không được giữ nguyên khi đun cùng với nước dùng. Các hạt gạo tơi ra, không còn hình dạng ban đầu. [3]
- Mặc dù đã được nêm với miso hoặc nước tương, nước dùng trong ojiya vẫn có màu nhạt hoặc trắng. Ngược lại, nước dùng của zosui chỉ có hương vị và màu sắc của nước tương.

### Jūshī
Một món ăn của Okinawa có tên là jūshī (ジューシー)  (ban đầu là jūshīmē (ジューシーメー)  ) được coi là có nguồn gốc từ zōsui.  Tuy nhiên, nó thường được làm bằng gạo chưa nấu chín và sử dụng nhiều nước hơn khi chế biến. Đây cũng là nguồn gốc của cái tên jūshī. Nói một cách chính xác, những món cơm này được gọi là kufajūshī (クファジューシー)  (hoặc katai jūshī (固いジューシー literally "firm jūshī") yawarakai jūshī (柔らかいジューシー lit. "soft jūshī")固 い ジ ュ ), và zosui là yafarā jūshī (ヤファラージューシー)  ). Có rất nhiều kiểu chế biến món ăn này, bao gồm cả việc sử dụng một lượng lớn mỡ lợn hoặc bơ thực vật . Các thành phần khác như sườn, hijiki, cà rốt, nấm hương và thạch konjac cũng thường được sử dụng. Yafarā jūshī thường chứa sườn hoặc thịt lợn, yomogi leaves (フーチバー fūchibā) , potato leaves (カンダバー kandabā)  và khoai môn (チンヌク chinnuku) .